# 黃步松
黄步松，五代十国南汉人。
黄步松隱居山，不出来当官。在山中修煉，炼丹不得其要。后来遇到仙人點悟，烧丹既成，然后服用，当地人说他羽化而去。後人把他住的洞叫做“遇仙洞”。洞侧有丹井，积水至深，冬天也不干涸。鍾允章《云华御室记》说乾和初年，南汉中宗遇到以道流，自称野人，隐居于石缝间，就是黄步松。